# Charles Théophile Bruand d'Uzelle
Charles Théophile Bruand d'Uzelle est un lépidoptériste français né le 5 mars 1808 à Besançon (Doubs) et mort le 3 août 1861 dans cette même ville.

## Biographie
Charles Théophile Bruand d'Uzelle dit Théophile Bruand d'Uzelle est le fils de Jean-Jacques Bruand et de Marguerite de Jouffroy d'Uzelle, une famille de magistrats. Il obtient son grade de bachelier ès-lettres à 17 ans et se dirige vers des études de droit. Devenu orphelin, il se doit de gérer la fortune familiale, et cesse définitivement ses études. Dès lors, l'entomologie devient sa principale distraction, et l'ordre des lépidoptères, sa préférence.
En 1830, il épouse Sophie Cèdre, dont il a sept enfants. À cette époque, il est élu conseiller municipal de Besançon, et ce durant 22 ans. Ténor et peintre, il met à profit ce dernier talent pour l'entomologie, dessins qu'il publie dans les annales de la Société entomologique de France et celles de la Société d'émulation du Doubs. Ses nombreuses expéditions autour de Besançon et dans le massif du Jura lui permettent de publier un Catalogue raisonné de la faune lépidoptérique de Franche Comté où il décrit plusieurs espèces et genres nouveaux toujours valides actuellement. En 1845 ou 1846, il fait don de l'ensemble de sa collection de lépidoptères européens au Muséum de Besançon. En 1852, il publie une monographie à propos des Psychidae. En 1850, la société nationale d'agriculture lui décerne une médaille d'argent pour ses travaux entomologiques, et en 1856, la société d'horticulture appliquée de Lyon lui en décerne une autre pour sa Monographie des lépidoptères nuisibles. 
Devenu veuf, il se remarie en 1856, et perd peu de temps après sa seconde épouse. Fortement affecté par ces drames, il se décide de passer les hivers à Hyères en Provence. En compagnie de son ami, l'entomologue Pierre Millière, il y étudie la faune entomologique. En 1859, il publie des monographies sur le genre Coleophora ainsi que de nouvelles descriptions de lépidoptères. Il décède en 1861, à Besançon.

## Publications
- 1841 - « Notices sur quelques Lépidoptères très-rares, ou nouveaux pour le département du Doubs », Annales de la société d'émulation du Doubs
- Bruand d'Uzelle, C. T. (1845-47) - Catalogue systématique et synonymique des lépidoptères du Département du Doubs, Annales de la société d'émulation du Doubs[3].
- Bruand d'Uzelle, C. T. (1848) - Monographie des Lépidoptères nuisibles, Annales de la société d'émulation du Doubs
- Bruand d'Uzelle, C. T. (1852) - Monographie des Psychides, Annales de la société d'émulation du Doubs lire en ligne
- Bruand d'Uzelle, C. T. (1859) - Essai monographique sur le genre Coleophora, Annales de la société entomologique de France.
- Bruand d'Uzelle, C. T. (1859) -  Observations sur divers lépidoptères, description d'espèces nouvelles propres à la faune française, Annales de la société entomologique de France.